# Otago (cràter)
Otago és un cràter de l'asteroide del cinturó principal (253) Mathilde, situat amb el sistema de coordenades planetocèntriques a 23.7 ° de latitud nord i 164.5 ° de longitud est. Fa un diàmetre de 7.9 km. El nom va ser fet oficial per la UAI l'any 2000 i fa referència a Otago, conca de carbó de Nova Zelanda.